# Pulau Panjang (flygplats)
Pulau Panjang är en flygplats i Indonesien.   Den ligger i provinsen Jawa Barat, i den västra delen av landet, 30 km väster om huvudstaden Jakarta. Pulau Panjang ligger 48 meter över havet.
Terrängen runt Pulau Panjang är platt, och sluttar norrut.Runt Pulau Panjang är det mycket tätbefolkat, med 1 135 invånare per kvadratkilometer. Närmaste större samhälle är South Tangerang, 18,0 km öster om Pulau Panjang. Omgivningarna runt Pulau Panjang är en mosaik av jordbruksmark och naturlig växtlighet.